# Kaçinar
Kaçinar è una frazione del comune di Mirdizia in Albania (prefettura di Alessio).
Fino alla riforma amministrativa del 2015 era comune autonomo, dopo la riforma è stato accorpato, insieme agli ex-comuni di Fan, Kthellë, Orosh, Rrëshen, Rubik e Selitë a costituire la municipalità di Mirdizia.